# Louis de Gramont (dramaturge)
Pour les articles homonymes, voir Gramont et Grammont.
Louis de Gramont, né le 6 août 1854 à Sèvres et mort le 9 décembre 1912 à Paris 9e, est un homme de lettres français.

## Biographie
Louis-Ferdinand-Auguste de Grammont est le fils de l’homme de lettres Ferdinand de Gramont et de Marie-Cécile-Joséphine Cornemuse, fille du général Cornemuse.
Ancien élève du lycée Saint-Louis, Louis de Gramont étudie le droit avant de devenir journaliste. Spécialisé dans la critique dramatique et la chronique, il collabore à de nombreux journaux tels que La Lune Rousse et La Petite Lune d'André Gill (pour lequel il rédige plusieurs poèmes de La Muse à bibi en 1879), Le Mot d'ordre, La Marseillaise, L'Intransigeant, Le Radical, L’Éclair, La Presse, L'Aurore, Le Petit Bleu et La France de Bordeaux.
En tant qu'auteur dramatique, Louis de Gramont a traduit ou adapté plusieurs classiques de Shakespeare et a écrit des pièces de théâtre ainsi que des livrets d'œuvres musicales, notamment pour Massenet, Xavier Leroux et Camille Erlanger. Il a également publié plusieurs romans. En février 1908, le ministre de l'Instruction publique et des Beaux-arts le nomme professeur titulaire du cours d'histoire et de littérature dramatique au Conservatoire de Paris, en remplacement de Marcel Fouquier, démissionnaire.
Le 10 novembre 1908, Louis de Gramont épouse Marie-Madeleine Zeller (1858-19..), avec laquelle il a déjà eu deux filles, Louise-Marie-Madeleine (1883-1956) et Jeanne-Marie-Madeleine (1898-1983). Louise épouse en 1910 l'homme de lettres Georges Gustave-Toudouze.
Malade depuis plusieurs années, Louis de Gramont meurt le 9 décembre 1912 à son domicile du no 5 de l'avenue Frochot. Le surlendemain, il est inhumé au cimetière du Père-Lachaise en présence de nombreuses personnalités des arts et des lettres. Son gendre, qui le remplaçait au Conservatoire pendant sa maladie, a été titularisé à son poste quelques mois plus tard.

## Œuvres
- (Avec Godefroy d'Herpent) L'Orage, comédie en 1 acte, Paris, Alcan-Lévy, 1874.
- (Avec André Gill) La Muse à bibi, suivie de L'Art de se conduire dans la société des pauvres bougres, Paris, Librairie des abrutis, 1879.
- Documents humains. Filles du peuple. La misère. Les réguliers. Les outlaws, Paris, Baillière et Messager, 1884.
- Loulou, Paris, Mourlon, 1888.
- Rolande, pièce en quatre actes (cinq tableaux), Paris, Tresse et Stock, 1888.
- (Avec Alfred Blau) Esclarmonde, opéra romanesque en quatre actes (compositeur : Jules Massenet), Paris, Hartmann, 1889.
- Lucienne (drame), 1890.
- La Locataire de madame Biou, Paris, Dentu, 1891.
- Simone, pièce en 3 actes, Paris, Calmann Lévy, 1892.
- (Avec Georges Hartmann) Évangéline, légende acadienne en 4 actes tirée du poème de Henry Wadsworth Longfellow, Paris, Choudens fils/Calmann Lévy, 1895.
- Dix Mélodies pour chant et piano (compositeur : Xavier Leroux), Paris, Leduc, 1897.
- Le Petit café (roman), 1900.
- Astarté, grand opéra en 4 actes (compositeur : Xavier Leroux), Paris, Leduc, 1900.
- Vénus et Adonis, légende lyrique en 3 actes (compositeur : Xavier Leroux), Paris, Stock, 1905.
- Aphrodite, pièce musicale en 5 actes et 6 tableaux d'après le roman de Pierre Louÿs (compositeur : Camille Erlanger), Paris, Société nouvelle d'éditions musicales, 1905.
- William Ratcliff, drame musical en 4 actes, d'après Henri Heine (compositeur : Xavier Leroux), Paris, Choudens, 1906.
- Chanson (compositeur : Charles Levadé), Paris, Enoch, 1908.
- (Avec Jean Thorel) Hannele Mattern, rêve lyrique en 5 tableaux et un épilogue d'après le drame de Gerhart Hauptmann (compositeur : Camille Erlanger), Paris, Digoudé-Diodet, 1910.
- Tarass Boulba, drame musical en 3 actes et 5 tableaux dont un prologue, d'après Gogol (compositeur : Marcel-Samuel Rousseau), Paris, Choudens, 1919.